# 馬默恩

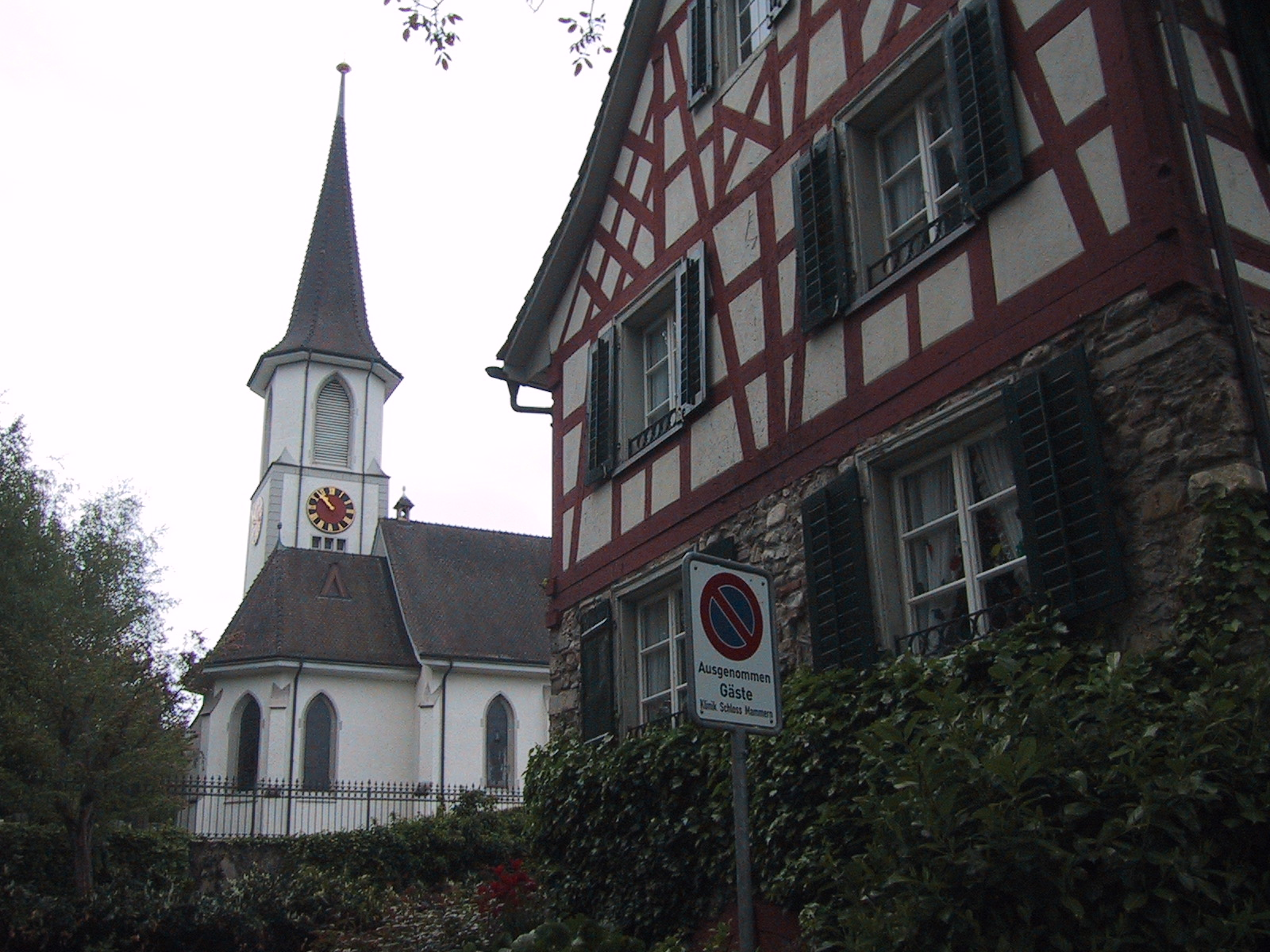

馬默恩是瑞士的城鎮，位於該國東北部，由圖爾高州負責管轄，面積5.42平方公里，海拔高度400米，2012年人口615，四成半人口信奉基督教，人口密度每平方公里113人。